# São Cristóvão de Selho
São Cristóvão de Selho ist eine Gemeinde im Norden Portugals.
São Cristóvão de Selho gehört zum Kreis und zur Stadt Guimarães im Distrikt Braga, besitzt eine Fläche von 2,7 km² und hat 2138 Einwohner (Stand 19. April 2021).